# Expedició 37
L'Expedició 37 va ser la 37a estada de llarga durada a l'Estació Espacial Internacional.

## Tripulació
| Posició            | Primera Part (Setembre de 2013)           | Segona Part (Setembre de 2013 a novembre de 2013) |
| ------------------ | ----------------------------------------- | ------------------------------------------------- |
| Comandant          | Fiódor Iurtxikhin, RSA Quart vol espacial | Fiódor Iurtxikhin, RSA Quart vol espacial         |
| Enginyer del vol 1 | Karen L. Nyberg, NASA Segon vol espacial  | Karen L. Nyberg, NASA Segon vol espacial          |
| Enginyer del vol 2 | Luca Parmitano, ESA Primer vol espacial   | Luca Parmitano, ESA Primer vol espacial           |
| Enginyer del vol 3 |                                           | Oleg Kótov, RSA Tercer vol espacial               |
| Enginyer del vol 4 |                                           | Sergey Ryazansky, RSA Primer vol espacial         |
| Enginyer del vol 5 |                                           | Michael S. Hopkins, NASA Primer vol espacial      |

Font
NASA, ESA